# Fluorímetro

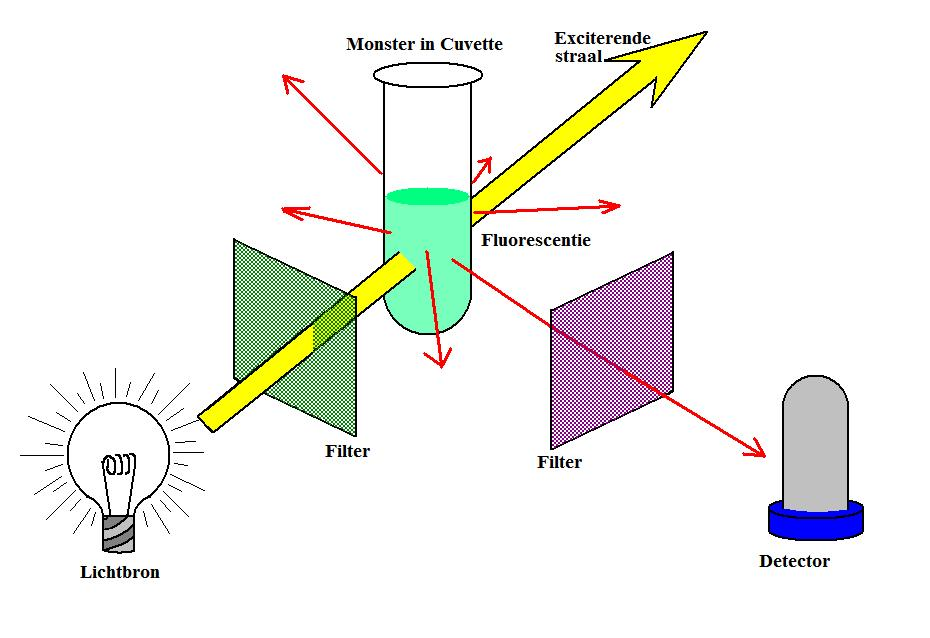
Esquema geral de um fluorímetro.

Um fluorímetro ou fluorômetro é um dispositivo de laboratório utilizado para medir os parâmetros da fluorescência:  sua intensidade e a distribução de comprimentos de onda do espectro de emissão depois da excitação por um certo espectro de luz.